# گوراوان (هریس)
گوراوان یکی از روستاهای استان آذربایجان شرقی است که در دهستان خانمرود بخش مرکزی شهرستان هریس شهرستان هریس واقع شده‌است.
تاریخچه :" در کتاب وقف نامه ربع رشیدی نوشته رشیدالدین فضل اله همدانی (قرن هفتم هجری) در ردیف ۲۳۳ صورت موقوفات ربع رشیدی چنین آمده است:" قریه گوراوان از ناحیه خانمرود از بلاد آذربایجان از توابع مدینه تبریز، حدودش متصل به اراضی قریه هرس و به اراضی قریه نهرام و به قله جبل غشقیه و به چشمه آن بلاق و با جمیع طاحونه هایی که در این قریه است با جمیع توابع و لواحق و المضافات و المتعلقات و المنسوبات  ."